# Giùi chọc

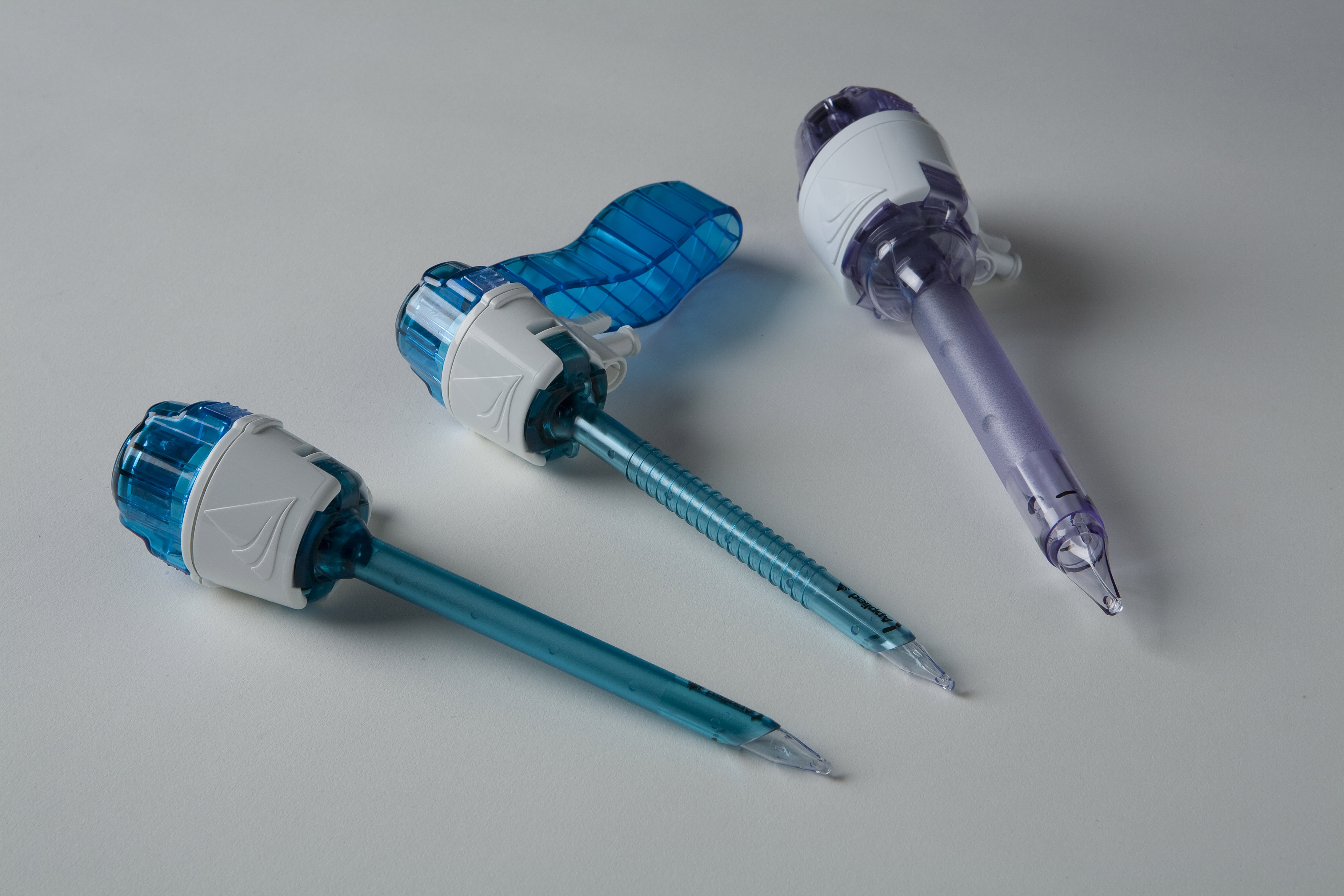
Gia đình giùi chọc dùng một lần

Giùi chọc (được gọi là dùi chọc hút) là một thiết bị y tế hoặc thú y được tạo thành từ một máy khử trùng (có thể là đầu kim loại hoặc nhựa được mài nhọn hoặc không bị mờ), một ống thông (về cơ bản là một ống rỗng) và một con dấu. Các giùi chọc được đặt qua bụng trong phẫu thuật soi bụng. Giùi chục có chức năng như một cổng thông tin cho các vị trí tiếp theo của các dụng cụ khác, chẳng hạn như dụng cụ cầm, kéo, ghim, vân vân. Giùi chọc cũng cho phép thoát khí hoặc chất lỏng từ các cơ quan trong cơ thể.

## Lịch sử

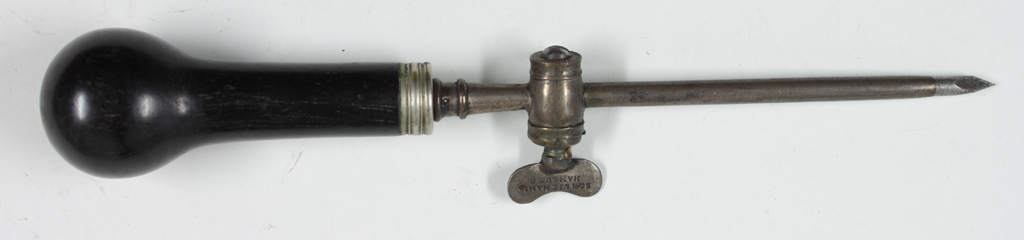
Giùi chọc, khoảng năm 1850.

Ban đầu, các bác sĩ đã sử dụng nội soi để giảm áp lực tích tụ chất lỏng (phù nề) hoặc khí (đầy hơi). Bằng sáng chế cho trocar xuất hiện vào đầu thế kỷ 19, mặc dù thời gian sử dụng của chúng có thể hàng ngàn năm. Đến giữa thế kỷ 19, giùi chọc - ống thông đã trở nên tinh vi, như là phát minh của Reginald Southey của ống Southey.

## Các ứng dụng

### Y khoa/sử dụng y tế
Các giùi chọc được sử dụng trong y học để truy cập và dẫn lưu các lượm chất lỏng, chẳng hạn như ở một bệnh nhân bị chứng tràn dịch ngực hoặc cổ trướng. Trong thời hiện đại, trocar phẫu thuật được sử dụng để thực hiện phẫu thuật soi bụng (rãnh then).